# Beggingen
Beggingen ist eine politische Gemeinde des Kantons Schaffhausen in der Schweiz.

## Geschichte

Die Wachmannschaft des Grenzpostens Beggingen, Kompanie III/64, 1914–1918

Im 10. Jahrhundert gelangte Beggingen durch eine Schenkung an das Kloster Reichenau.
Im Jahr 1530 gingen Beggingen und Schleitheim im Tausch gegen Grafenhausen und Birkendorf von der Landgrafschaft Stühlingen an die Stadt Schaffhausen über.

Historisches Luftbild von Werner Friedli von 1948

## Wappen
Blasonierung
Zwei senkrecht gegeneinander gestellte, silberne Pflugscharen in grün.
Das Wappen der Gemeinde Beggingen machte im Laufe der Geschichte mehrere Änderungen durch. Das älteste zeigt eine silberne Pflugschare auf rotem Grund. 1597 findet sich das aussergewöhnlichste Wappen: Aus einer liegenden silbernen Pflugschare wächst ein schwarzer Widder mit gelbem Hintergrund. Dieses Wappen verband die bäuerische Kultur mit dem Ursprung des Namens Beggingen, der sich von Böckingen herleitete und so die Assoziation mit dem Bock nahelegte. Im Laufe der nächsten 200 Jahre erfährt man nichts von einem Wappen. 1795 tauchte zum ersten Mal ein Siegel mit den zwei übereinander stehenden Pflugscharen auf. Bei der Gemeindeversammlung 1950 wurde den Bürgern das Wappen von 1597 und das von 1795 vorgeschlagen, wobei das letztere sich schliesslich durchsetzte.

## Saurierfund
Am 24. Mai 1962 entdeckte ein Schüler einer Schaffhauser Seminarklasse unter der Führung von Hans Früh anlässlich einer Exkursion nach Beggingen am Allerstieg einen Wirbelknochen eines Ichthyosauriers aus dem Lias mit 12 cm Durchmesser. Die folgenden Grabungen ergaben ein Schwanzstück von ca. 1,20 m länge. Im Herbst 1962 wurden bei einer Nachgrabung noch weitere 30 Wirbel gefunden, deren kleinster noch 4 cm Durchmesser aufwies.

## Verkehr
Von Beggingen verkehren regelmässig Linienbusse über Schleitheim nach Schaffhausen.
Es gibt eine Nebenstrasse nach Schleitheim, von wo die Hauptstrasse 14 weiter in Richtung Freiburg im Breisgau oder Schaffhausen führt. Weitere kleine Nebenstrasse führen über die Grenze nach Fützen in Deutschland (asphaltierte Strasse), sowie die Randenüberfahrt nach Hemmental (teil-asphaltierte Strasse).

## Bevölkerung

### Einwohnerentwicklung
| Bevölkerungsentwicklung | Bevölkerungsentwicklung | Bevölkerungsentwicklung | Bevölkerungsentwicklung | Bevölkerungsentwicklung | Bevölkerungsentwicklung | Bevölkerungsentwicklung | Bevölkerungsentwicklung | Bevölkerungsentwicklung | Bevölkerungsentwicklung | Bevölkerungsentwicklung | Bevölkerungsentwicklung | Bevölkerungsentwicklung |      |      |
| ----------------------- | ----------------------- | ----------------------- | ----------------------- | ----------------------- | ----------------------- | ----------------------- | ----------------------- | ----------------------- | ----------------------- | ----------------------- | ----------------------- | ----------------------- | ---- | ---- |
| Jahr                    | 1715                    | 1771                    | 1799                    | 1842                    | 1860                    | 1880                    | 1900                    | 1920                    | 1941                    | 1960                    | 1980                    | 1990                    | 2010 | 2020 |
| Einwohner               | 679                     | 653                     | 785                     | 1438                    | 1161                    | 1091                    | 803                     | 678                     | 592                     | 491                     | 464                     | 494                     | 522  | 463  |

## Persönlichkeiten
- Jakob Vogelsanger (* 1849 in Beggingen; † 1923 in Zürich), 1890 der erste Nationalrat der Sozialdemokratischen Partei der Schweiz
- Theodor Barth (* 1875 in Beggingen; † 1949 in Luzern), Maler, Grafiker, Zeichner und Illustrator
- Gustaf Adolf Wanner (* 1911 in Beggingen; † 1984), Historiker und Journalist